# Hoofdklasse (mannenhandbal) 1970/71
De Hoofdklasse was de hoogste afdeling van het Nederlandse handbal bij de heren op landelijk niveau. In het seizoen 1970/1971 werd Sittardia landskampioen.

## Teams
| Club          | Plaats    | Provincie     |
| ------------- | --------- | ------------- |
| T.V./Aalsmeer | Aalsmeer  | Noord-Holland |
| AHC '31       | Amsterdam | Noord-Holland |
| ESCA          | Arnhem    | Gelderland    |
| Niloc         | Amsterdam | Noord-Holland |
| Olympia HGL   | Hengelo   | Overijssel    |
| Sittardia     | Sittard   | Limburg       |
| Swift Arnhem  | Arnhem    | Gelderland    |
| Vlug en Lenig | Geleen    | Limburg       |

## Stand
| Pos | Team          | Wed | W  | G | V | Ptn | DV  | DT  | +/− | Opmerking                                            |
| --- | ------------- | --- | -- | - | - | --- | --- | --- | --- | ---------------------------------------------------- |
| 1   | Sittardia     | 14  | 11 | 1 | 2 | 23  | 255 | 183 | +72 | Deelname Europees kampioenschap voor landskampioenen |
| 2   | Swift Arnhem  | 14  | 8  | 1 | 5 | 17  | 186 | 172 | +14 |                                                      |
| 3   | Vlug en Lenig | 14  | 5  | 4 | 5 | 14  | 156 | 147 | +9  |                                                      |
| 4   | AHC '31       | 14  | 5  | 4 | 5 | 14  | 185 | 194 | −9  |                                                      |
| 5   | ESCA          | 14  | 5  | 2 | 7 | 12  | 168 | 190 | −22 |                                                      |
| 6   | Olympia HGL   | 14  | 5  | 1 | 8 | 11  | 179 | 194 | −15 |                                                      |
| 7   | T.V./Aalsmeer | 14  | 5  | 1 | 8 | 11  | 183 | 200 | −17 |                                                      |
| 8   | Niloc         | 14  | 5  | 0 | 9 | 10  | 167 | 199 | −32 | Degradatie naar de Eerste divisie                    |

## Uitslagen
| Thuis \ Uit   | AAL   | AHC   | ESC   | NIL   | OLY   | SIT   | SWA   | V&L   |
| ------------- | ----- | ----- | ----- | ----- | ----- | ----- | ----- | ----- |
| T.V./Aalsmeer |       | 22–16 | 15–10 | 15–12 | 17–12 | 14–18 | 7–11  | 10–8  |
| AHC '31       | 12–9  |       | 9–16  | 14–9  | 15–15 | 16–11 | 15–9  | 15–12 |
| ESCA          | 18–14 | 12–12 |       | 14–16 | 11–15 | 20–13 | 6–11  | 7–12  |
| Niloc         | 14–8  | 17–12 | 9–11  |       | 11–10 | 11–23 | 10–11 | 11–8  |
| Olympia HGL   | 20–15 | 14–11 | 16–14 | 17–16 |       | 13–14 | 7–8   | 8–11  |
| Sittardia     | 14–9  | 22–12 | 32–12 | 25–13 | 19–9  |       | 21–18 | 8–8   |
| Swift Arnhem  | 25–18 | 14–14 | 11–12 | 20–11 | 13–12 | 12–15 |       | 13–11 |
| Vlug en Lenig | 10–10 | 12–12 | 5–5   | 11–7  | 19–11 | 16–20 | 13–10 |       |

|                     |
|                     |
| Sittardia 5de titel |

Nederlands kampioen zaalhandbal:
1954 · 1955 · 1956 · 1957  · 1958 · 1959 · 1960 · 1961 · 1962
Hoofdklasse:
1962/63 ·1963/64 · 1964/65 · 1965/66 · 1966/67 · 1967/68 · 1968/69 · 1969/70 · 1970/71 · 1971/72 · 1972/73 · 1973/74 · 1974/75 · 1975/76 · 1976/77
Eredivisie:
1977/78 · 1978/79 · 1979/80 · 1980/81 · 1981/82 · 1982/83 · 1983/84 · 1984/85 · 1985/86 · 1986/87 · 1987/88 · 1988/89 · 1989/90 · 1990/91 · 1991/92 · 1992/93 · 1993/94 · 1994/95 · 1995/96 · 1996/97 · 1997/98 · 1998/99 · 1999/00 · 2000/01 · 2001/02 · 2002/03 · 2003/04 · 2004/05 · 2005/06 · 2006/07 · 2007/08 · 2008/09 · 2009/10 · 2010/11 · 2011/12 · 2012/13 · 2013/14 · 2014/15 · 2015/16 · 2016/17 · 2017/18 · 2018/19 · 2019/20 · 2020/21 · 2021/22 · 2022/23 · 2023/24
Next Handball League
2024/25
Kampioenspoule / HandbalNL League (nacompetitie Super Handball League ):
2015 · 2016 · 2017 · 2018 · 2019 · 2020 · 2021 · 2022 · 2023 · 2024 · 2025